# Franc-Tireur (mouvement de résistance)
Pour les articles homonymes, voir Franc-tireur (homonymie).
Ne pas confondre avec les corps paramilitaires franc-tireur et le groupe Francs-tireurs et partisans.

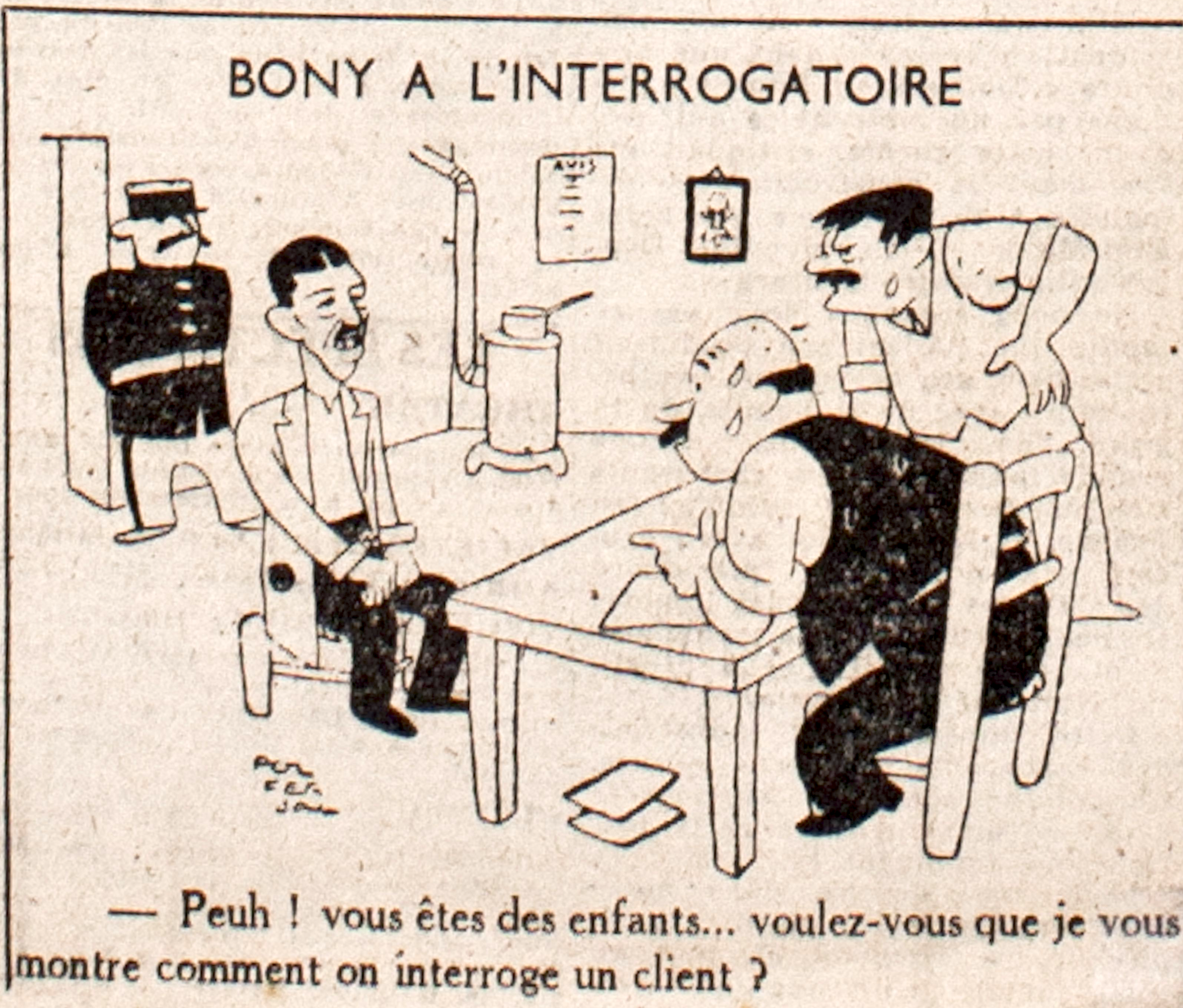
Caricature publiée dans Le Franc-Tireur en septembre 1944, intitulée Bony à l’interrogatoire.
Légende : Peuh ! Vous êtes des enfants... voulez-vous que je vous montre comment on interroge un client ?

Franc-Tireur est un mouvement de résistance fondé à Lyon en novembre 1940 sous le nom « France Liberté » et rebaptisé « Franc-Tireur » en décembre 1941 sur proposition de Jean-Jacques Soudeille. 
Le Franc-Tireur est également le nom du journal clandestin du mouvement, qui connaît trente-sept numéros de décembre 1941 à août 1944, devenant l’un des principaux journaux de la Résistance, et continue de paraître jusqu’en 1957, après avoir été rebaptisé Franc-Tireur à la Libération, avec pour devise : « À l’avant-garde de la République ». De 1957 à 1959, il prendra le nom de Paris Journal puis, de 1959 à 1972, celui de Paris Jour. 
Le chef du mouvement est Jean-Pierre Lévy. Sous l’égide de Jean Moulin, le mouvement fusionnera avec Libération-Sud et Combat pour créer les Mouvements unis de la Résistance (MUR) début 1943.

## Histoire
Franc-Tireur est le mouvement de la zone sud qui a le plus d’attaches lyonnaises. Fondé en 1941 par un groupe d’hommes venus d’horizons divers, il regroupe des personnalités ayant la même sensibilité politique, une opposition à l’armistice de 1940 et, dès l’origine, au maréchal Pétain lui-même. 

### Naissance et premiers temps
Les initiateurs du mouvement se retrouvent chez eux ou lors de parties de cartes au café du « Moulin joli », place des Terreaux. Les premiers membres sont Antoine Avinin, membre de Jeune République et catholique de gauche, Auguste Pinton, ancien conseiller municipal, Élie Péju et Jean-Jacques Soudeille, anciens communistes devenus radicaux.
Eux et quelques autres se regroupent et fondent fin novembre 1940 un mouvement qu’ils nomment « France-Liberté » dont le but est de lutter contre la propagande gouvernementale et de mobiliser contre la défaite et l’ordre autoritaire qui s’installe. Le groupe commence par rédiger des tracts contre les nazis et Pétain qui, faute de moyens, ne sont diffusés qu’à de petits nombres d’exemplaires tapés à la main.

### Arrivée de Jean-Pierre Lévy et naissance du journal
Le groupe prend un véritable essor avec l’intégration de Jean-Pierre Lévy, réfugié alsacien qui apporte une ronéo au printemps 1941 et impulse l’édition d’un vrai journal, de plus ample diffusion.
Avec le soutien de l’imprimeur Henri Chevalier, le premier numéro sort en décembre 1941 à 6 000 exemplaires, imprimé sur quatre pages en format 21 par 27,5 cm (le nom de Franc-Tireur est une allusion aux groupes de volontaires qui se sont formés en 1870 en dehors des cadres légaux pour défendre la patrie et la République). Le ton est humoristique – le journal est ironiquement sous-titré « mensuel dans la mesure du possible et par la grâce de la police du Maréchal » puis « mensuel malgré la Gestapo et la police de Vichy » – et offensif contre le maréchal et les Allemands. Les thèmes défendus sont l’opposition à l’ordre nouveau et à l’occupant, la dénonciation de ces méfaits, l’appel à la résistance de toutes les bonnes volontés. La conclusion de son numéro 1 est « Une seule tâche s'impose : résister, organiser ».

### Développement du mouvement
Le groupe devient un mouvement qui cherche à agir davantage que par les seules armes de l’esprit. Jean-Pierre Lévy prend ainsi contact avec les émissaires de Londres, tel Léon Morandat, dit Yvon Morandat, et les dirigeants des autres mouvements. Cadre commercial de profession, Lévy dispose d’une couverture pour circuler et il crée des antennes dans la région Rhône-Alpes, et plus largement partout où il a de solides relations. Il reçoit une aide considérable de sa famille, notamment de sa sœur et de son beau-frère mais surtout d’un cousin par alliance, Pierre Bernheim, qui implantent le mouvement à Roanne. Rapidement, le mouvement se structure dans la Loire, le Cantal, la Haute-Vienne, sur la côte méditerranéenne et, plus légèrement, en Languedoc-Roussillon et en région toulousaine.

### Extension du journal dans le cadre de la Résistance
Rapidement, à la tête du journal se retrouve un homme de métier, Georges Altman, journaliste au Progrès. Il est secondé efficacement par Élie Péju. Le journal s’améliore pour devenir un organe régulier et professionnel de diffusion d’idées. Ses lieux d’impression se multiplient : Lyon, Saint-Étienne, Morez, Albi, Bordeaux, Valence, etc. Après l’installation des bureaux au no 19 boulevard de Sébastopol à Paris, en août 1943, le journal y est imprimé à partir de février 1944. Le tirage augmente constamment, passant de 15 000 en avril 1942 à 30 000 en novembre, puis 100 000 en septembre 1943 et 150 000 exemplaires en août 1944. 
Le ton du journal est très offensif, tant vis-à-vis des Allemands que des hommes de Vichy. Très tôt, le sort des juifs est dénoncé, notamment par la voie d’un tract produit en août 1942 pour protester contre la rafle du Vél’ d’Hiv’ et d’un article paru en février 1944 détaillant les camps de concentration nazis. À l’inverse, la démocratie et le régime républicain sont défendus à chaque numéro. L’équipe, par l’intermédiaire du journal, incite la population à se rassembler pour chaque évènement commémoratif et à manifester ainsi son opposition à la situation ; que ce soit pour le 14 juillet ou le 11 novembre. Le journal dispose d’une équipe rédactionnelle très stable et accueille également ponctuellement des plumes extérieures telles Jean Nocher, Albert Bayet ou Marc Bloch, ces deux derniers finissant par devenir membres à part entière du mouvement.
Le mouvement publie aussi un journal satirique intitulé Le Père Duchesne (dont paraîtront quatre numéros au total) dont Elie Péju et Yves Farge sont les co-rédacteurs et auquel collabore, notamment, Marc Bloch. Malgré son faible tirage (6 000 exemplaires), le journal rencontre un succès très important et est régulièrement cité par Radio Londres et par les presses américaine et anglaise.

### Actions militaires
À partir de 1942, le mouvement décide de ne plus se contenter de mots et organise des actions de sabotage, de cache de fuyards et de collecte de renseignements. 
Ses membres se distinguent notamment par une action coordonnée importante en novembre 1942 à Lyon, Clermont-Ferrand, Roanne, Limoges, Périgueux et Vichy. En décembre 1942, ils parviennent à occasionner de gros dégâts dans l’usine France-Rayonne. À partir de l’été 1942, Jean-Pierre Lévy et ses contacts à Grenoble Léon Martin et Aimé Pupin commencent à organiser des planques en Isère pour dissimuler des jeunes gens qui refusent d’aller en Allemagne.

### Franc-Tireur et l’unification de la Résistance
Le mouvement est réticent d’emblée à l’idée de se rallier à la figure de De Gaulle, et les approches pour s’unir aux autres groupes de résistance sont progressives.

### Le journal après 1945
À la Libération, le journal, maintenu, s’installe dans les locaux de L’Intransigeant. En 1948, il tire à 370 000 exemplaires. 
Des tensions quant à l’orientation politique du titre conduisent à la fin de l’année 1948 au départ d’une partie de la rédaction, qui rejoint le quotidien Libération, plus franchement orienté à gauche. Parmi les partants, Madeleine Jacob, André Sauger, Marcel Fournier et Claude Bourdet.
En 1957, le journal tire encore à 70 000 exemplaires, mais, en raison de la baisse des ventes connaît des difficultés financières. Il est racheté par Cino Del Duca qui le rebaptise Paris Jour. Altman et Péju quittent la rédaction l’année suivant ce rachat.

## Membres
Le mouvement est globalement un mouvement situé à gauche politiquement. Il comprend un grand nombre de socialistes, de radicaux et des catholiques de Jeune République. On y trouve un grand nombre de cadres moyens, d’employés municipaux, d’instituteurs ou de professeurs. La place des femmes y est également importante, de même que celle des jeunes. 
- Édouard Alexander
- Georges Altman
- Antoine Avinin
- Paul Babet (alias Robert)
- Pierre Bernheim, qui sera fait compagnon de la Libération
- Marc Bloch
- Arsène Bonneaud
- Nicole Clarence
- Eugène Claudius-Petit
- Noël Clavier
- François Cuzin (alias Étienne)
- Pierre Degon (alias Bouconne)
- Raymond Deleule
- Jean Desfrançois
- Pierre Dumas
- Laurent Duviols
- Henri Falque
- Yves Farge
- Pol Ferjac
- André Ferrat
- Paul Guiral (alias Daumier)
- Robert Lasserre
- Edgar-Eugène Lecomte-Chaulet
- Jean-Pierre Lévy
- John Mentha
- Jean Nocher, pseudonyme de Gaston Charon
- Gabriel Parier
- France Pejot
- Élie Péju
- Maurice Pessis
- Auguste Pinton
- Albert Rohmer
- Maurice Rolland
- Henri Romans-Petit
- Maurice Roubin
- Joseph Rouquairol
- Jean-Jacques Soudeille
- Denise Vernay
- Marcel Vinoy
- Georgette Kohn